# U Schyłku Starożytności. Studia źródłoznawcze
U Schyłku Starożytności. Studia źródłoznawcze – czasopismo naukowe ukazujące się od 2008.
Jest wydawane jako rocznik, dotyczący antyku chrześcijańskiego (I-VIII w.). Czasopismo publikuje artykuły dotyczące różnych aspektów świata późnego antyku:  od historii, przez filologię klasyczną, filozofię, papirologię, archeologię, po historię sztuki. Wydawcą jest Instytut Historyczny Uniwersytetu Warszawskiego. Redaktorem naczelnym jest Robert Wiśniewski. Stali współpracownicy to: Tomasz Derda, Paweł Janiszewski, Ewa Wipszycka. 
Wcześniej się w latach 1997-2007 ukazywała się seria "Chrześcijaństwo u Schyłku Starożytności":
- Chrześcijaństwo u schyłku starożytności. Studia źródłoznawcze, praca zbiorowa pod red. Tomasza Derdy i Ewy Wipszyckiej,  Warszawa: Wydawnictwa Uniwersytetu Warszawskiego 1997.
- Chrześcijaństwo u schyłku starożytności. Studia źródłoznawcze, t. 2, pod red. Tomasza Derdy, Ewy Wipszyckiej, Kraków: Towarzystwo Autorów i Wydawców Prac Naukowych "Universitas" 1999.
- Chrześcijaństwo u schyłku starożytności : studia źródłoznawcze, t. 3, pod red. Tomasza Derdy, Ewy Wipszyckiej, Kraków: Towarzystwo Autorów i Wydawców Prac Naukowych "Universitas" 2000.
- Robert Wisniewski, Szatan i jego słudzy. Rola diabła i demonów w łacińskiej literaturze hagiograficznej IV-V w., Kraków: "Universitas" 2003. Chrześcijaństwo u schyłku starożytności, t. 4.
- Chrześcijaństwo u schyłku starożytności. Studia źródłoznawcze, t. 5, pod red. Tomasza Derdy, Ewy Wipszyckiej, Kraków: Towarzystwo Autorów i Wydawców Prac Naukowych Universitas 2004.
- Chrześcijaństwo u schyłku starożytności. Studia źródłoznawcze, t. 6, pod red. nauk. Pawła Janiszewskiego, Ewy Wipszyckiej, Roberta Wiśniewskiego, Warszawa: Wydawnictwa Uniwersytetu Warszawskiego 2007.